# Глазьєв Сергій Юрійович
Сергі́й Ю́рійович Гла́зьєв (рос. Сергей Юрьевич Глазьев, нар. 1 січня 1961, Запоріжжя, Українська РСР) — російський економіст та політик родом з України.
Радник президента РФ з питань регіональної економічної інтеграції (з 30 липня 2012 року).
Підозрюваний у вчиненні особливо тяжких злочинів проти основ національної безпеки України, миру та міжнародного правопорядку. Позбавлений державних нагород України та інших форм відзначення рішенням Ради національної безпеки і оборони України від 2 травня 2018 року.

## Біографія

Країни, де проти Глазьєва запроваджено санкції

Народився 1 січня 1961 року в Запоріжжі, батько — робітник, мати — інженер-проектувальник. Закінчив середню школу № 31 (зараз — Запорізька гімназія №31) в 1978 році. Того ж року поступив в МДУ на механіко-математичний факультет, потім перевівся на економічний факультет, який закінчив у 1983 році. У 1986 році — аспірантуру Центрального економіко-математичного інституту (ЦЕМІ) Академії наук СРСР, захистив дисертацію на здобуття вченого ступеня кандидата економічних наук.
У 1986—1991 роках Глазьєв працював науковим співробітником, завідувачем лабораторією системного аналізу ЦЕМІ. У 1989 році захистив дисертацію на здобуття вченого ступеня доктора економічних наук, ставши наймолодшим ученим-економістом в СРСР, що отримав докторський ступінь. В середині 80-х років Глазьєв мав стосунки з членами неформального товариства молодих економістів, лідером якого був Анатолій Чубайс, згодом віце-прем'єр РФ і глава РАО «ЄЕС». У те ж об'єднання, зокрема, входив Петро Авен, в 1994—1998 роках президент «Альфа-банку».
У грудні 1991 року Глазьєв був призначений заступником голови Комітету зовнішніх економічних зв'язків (КЗЕЗ), який очолював Авен. У січні 1992 року КВЕС був перетворений в Міністерство зовнішніх економічних зв'язків. У липні, після призначення Авена головою валютно-економічної комісії при уряді РФ, Глазьєв зайняв міністерський пост. У вересні 1993 подав у відставку у зв'язку з незгодою з указом президента РФ Бориса Єльцина про розпуск парламенту. Повернувся на роботу в ЦЕМІ.
У грудні 1993 року Глазьєв був обраний депутатом Державної Думи за федеральним списком Демократичної партії Росії (ДПР), очолюваної Миколою Травкіним. Проте в саму ДПР не вступив. У лютому 1994 року був вибраний головою парламентського комітету з економічної політики. У жовтні 1994 року увійшов до складу оргкомітету Всеросійського Конгресу російських общин (КРО), створеного за ініціативою Дмитра Рогозіна. КРО брав участь у виборах в Держдуму в 1995 році, але не подолав п'ятипроцентний бар'єр. У 2003 році Глазьєв очолив КРО і залишався формальним главою цієї організації до грудня 2006 року.
Директор Інституту нової економіки Державного університету управління, академік Російської академії наук, доктор економічних наук. Тричі був депутатом Державної Думи: у 1993 році обирався від Демократичної партії Росії, в 1999 році — від Комуністичної партії РФ, а в 2003 році — від блоку «Родіна». У 2003—2004 роках очолював парламентську фракцію «Родіна» і був одним із співголів однойменного блоку; після того, як взяв участь у виборах президента Росії, залишив обидва пости через розбіжності серед співголів. У березні 2004 року на виборах глави держави за нього проголосували лише 4,18 % виборців. З 2003 року був керівником громадської організації «Конгрес русских общин» (КРО), а в грудні 2006 року був заочно вибраний членом президії організації «Родина. Конгрес русских общин». У 1999—1996 роках працював в апаратах Ради Федерації, в 1996 році — Ради безпеки Росії, а в 1995—1996 роках — Рахункової палати РФ. У 1992—1993 роках очолював Міністерство зовнішніх економічних зв'язків.
У 1995—1996 роках Глазьєв працював консультантом Рахункової палати РФ. У 1996 році підтримав на президентських виборах генерала Олександра Лебедя, був розробником його економічної програми. У 1996-99 очолював аналітичне управління апарату Ради Федерації.
У грудні 1999 Глазьєв був вибраний депутатом Державної Думи РФ за списком КПРФ. У парламенті очолив комітет з економічної політики і підприємництва. У квітні 2002 року позбувся поста голови комітету в результаті перерозподілу керівних постів між думськими фракціями.
У вересні 2002 Глазьєв брав участь в позачергових виборах на посаду голови адміністрації Красноярського краю, призначених у зв'язку із загибеллю губернатора Лебедя в авіакатастрофі. Зайняв третє місце, отримавши 21,45 відсотка голосів виборців, поступившись голові крайових законодавчих зборів Олександру Уссу і голові адміністрації Таймиру Олександру Хлопоніну.
У вересні 2003 року Глазьєв став, разом з Рогозіним і лідером партії «Народна воля» Сергієм Бабуріним, співголовою виборчого блоку «Родіна». У грудні 2003 року на виборах в Держдуму блок «Родіна» набрав 9,25 % голосів. 19 грудня 2003 року Глазьєв був вибраний керівником фракції «Родіна» в Держдумі.
У грудні 2003 рада блоку «Родіна» схвалила самовисунення Глазьєва в президенти РФ. До цього кандидатом від «Родіни» був екс-глава Центробанку Росії Віктор Геращенко, проте ЦВК відмовила йому в реєстрації. 22 січня 2004 року Рогозін заявив, що єдиним кандидатом на президентських виборах, підтриманим блоком «Родіна», був Геращенко, тоді як рішення на підтримку Глазьєва блок не ухвалював. 30 січня Глазьєв оголосив про перетворення блоку «Родіна» в громадсько-політичний союз, на засновницькому з'їзді якого Глазьєв був вибраний головою. У зв'язку з цим Рогозін, що знаходився в Страсбурзі, звинуватив Глазьєва у вождістськіх амбіціях, після чого зареєстрував і очолив партію під назвою «Родіна», куди увійшла велика частина членів однойменного блоку. Таким чином, на російській політичній арені з'явилися два об'єднання під назвою «Родіна».
8 лютого 2004 року Глазьєв був зареєстрований кандидатом в президенти РФ. На виборах, що відбулися 14 березня, отримав 4,18 % голосів виборців, поступившись чинному президентові Володимиру Путіну, і кандидатові від КПРФ Миколі Харитонову.
У квітні 2004 року пройшов з'їзд громадсько-політичного союзу «Родіна», на якому, за пропозицією Глазьєва, союз був перейменований в рух «За гідне життя». Глазьєв пояснив це необхідністю припинити політичні склоки з рогозінською «Родіною». Одночасно він покинув посаду керівника фракції «Родіна» в Держдумі.
У грудні 2006 року Глазьєва на посту голови відродженого КРО (нова назва організації — «Родіна. Конгрес російських общин») змінив Рогозін. Сам Глазьєв на з'їзді, де мала відбутися передача керівництва, не з'явився, проте заочно він був вибраний в президію конгресу.
Глазьєв є автором 150 наукових робіт, присвячених питанням макроекономіки. Нагороджений медаллю Н. Д. Кондратьєва (одній з найпрестижніших російських нагород в області економіки) за цикл досліджень довгих хвиль в економічному розвитку. З 2000 року — член-кореспондент РАН, а з 2008 — академік РАН. У квітні 2007 року Глазьєв очолив Інститут нової економіки Державного університету управління.

## Членство в НАН України
4 лютого 2009 року Глазьєва було обрано іноземним членом НАН України (відділення економіки, спеціальність: теорія економічного розвитку). У липні 2014 року українські науковці, яких обурила антиукраїнська позиція: "Росія повинна завдати попереджувальних ударів по позиціях української армії, аби «не дати їм зміцніти»., закликала його добровільно відмовитися від членства у НАН України (на той час заява про вихід за власним бажанням була єдиною підставою для позбавлення статусу).
Оскільки Глазьєв ніяк не відреагував на цей заклик, він залишався іноземним членом Академії.
Після ухвалення навесні 2016 року нового статуту НАН України та його реєстрації Міністерством Юстиції у липні 2016 року почала діяти також норма про виключення «у випадку неодноразового грубого порушення вимог Статуту НАН України або вчинення дій, які завдали значної шкоди авторитетові НАН України – на підставі подання відповідного відділення НАН України або Президії НАН України».
14 грудня 2016 року на сесії загальних зборів НАН України Глазьєва було виключено зі складу Академії абсолютною більшістю голосів.

## Діяльність проти України
- На початку червня 2014 Сергій Глазьєв запропонував завдати з боку Росії превентивного удару по українській армії — «щоб не дати їй зміцніти».[14]
- В 2015 Путін доручив своєму раднику Глазьєву займатися «економічною частиною» агресивно-анексійного проекту «Новоросія».[15]
- У вересні 2015 року Сергій[16] Глазьєв був включений до санкційного списку (номер 117 у списку) запровадженого Україною у відповідь на російську збройну агресію[17][18][19].
- В серпні 2016 Генеральна прокуратура України пред'явила аудіозаписи телефонних розмов, які доводять, що радник президента Росії Сергій Глазьєв і екс-депутат Костянтин Затулін в подіях 2014 року мали безпосереднє відношення до анексії Криму, а також організації антидержавних заворушень в Харкові та в Одесі.[20]

С.Глазьєв: А Запоріжжя що мовчить? Куди вони поділися? Ми точно знаємо, що у нього півтори тисячі людей. Де вони, де козаки? Я маю доручення всіх піднімати, піднімати народ. Народ повинен зібратися на площі, вимагати звернутися до Росії за допомогою проти бандерівців. Спеціально навчені люди повинні бандерівців вибити з будівлі облради, а потім повинні зібрати облраду, створити орган виконавчої влади — виконком обласної. Йому передати виконавчу владу, підпорядкувати міліцію виконавчої влади цієї нової …

У мене пряме доручення керівництва — піднімати людей в Україні, там, де ми можемо. Значить, треба виводити на вулиці, робити, як в Харкові, за зразком. І як можна швидше. Тому що, ти бачиш, президент вже указ підписав. Значить, пішла операція. Вже тут повідомляють, що і військові висуваються. Чого ж вони там сидять?! Ми ж не можемо силою все це робити. Ми ж використовуємо силу тільки для підтримки народу, не більше того. А якщо народ не має, то як там може бути підтримка? Слухай, ну скажи йому, що це мова дуже серйозна йде про долю країни і, відповідно, йде війна.
С.Глазьєв: У Харкові вже взяли облраду, в Донецьку взяли облраду. Потрібно брати облраду і збирати депутатів там! І не розходитися до цього. Якщо ви через тиждень зберетеся, там вже зберуться бандерівці з міліцією і нікого не пустять.
С.Глазьєв: …<місцеві> народні депутати повинні взяти на себе відповідальність за ситуацію в Одеській області. … Потрібно їм просто виразно пояснити, що їх обов'язок прийти до облраду і прийняти відповідне рішення. …Ви їх <місцевих депутатів> просто привозьте. Так само, як робили ці … Хто там коливається, просто брати за шкірку і привозити. Якщо хтось не розуміє.

## Участь в анексії Криму
26 лютого 2014 року був у Криму, де разом з К. Затуліним заснував фонд «Ми всі – „Беркут“», ціль якого — «допомога людям, які боролися з переворотом та проти перевороту».

## Приватне життя
Глазьєв одружений, у нього є син. Улюблений письменник Глазьєва — Федір Достоєвський. Займається плаванням і гірськолижним спортом.